# Драгучина
Драгу́чина — левобережная протока реки Уссури в Кировском районе Приморского края России.

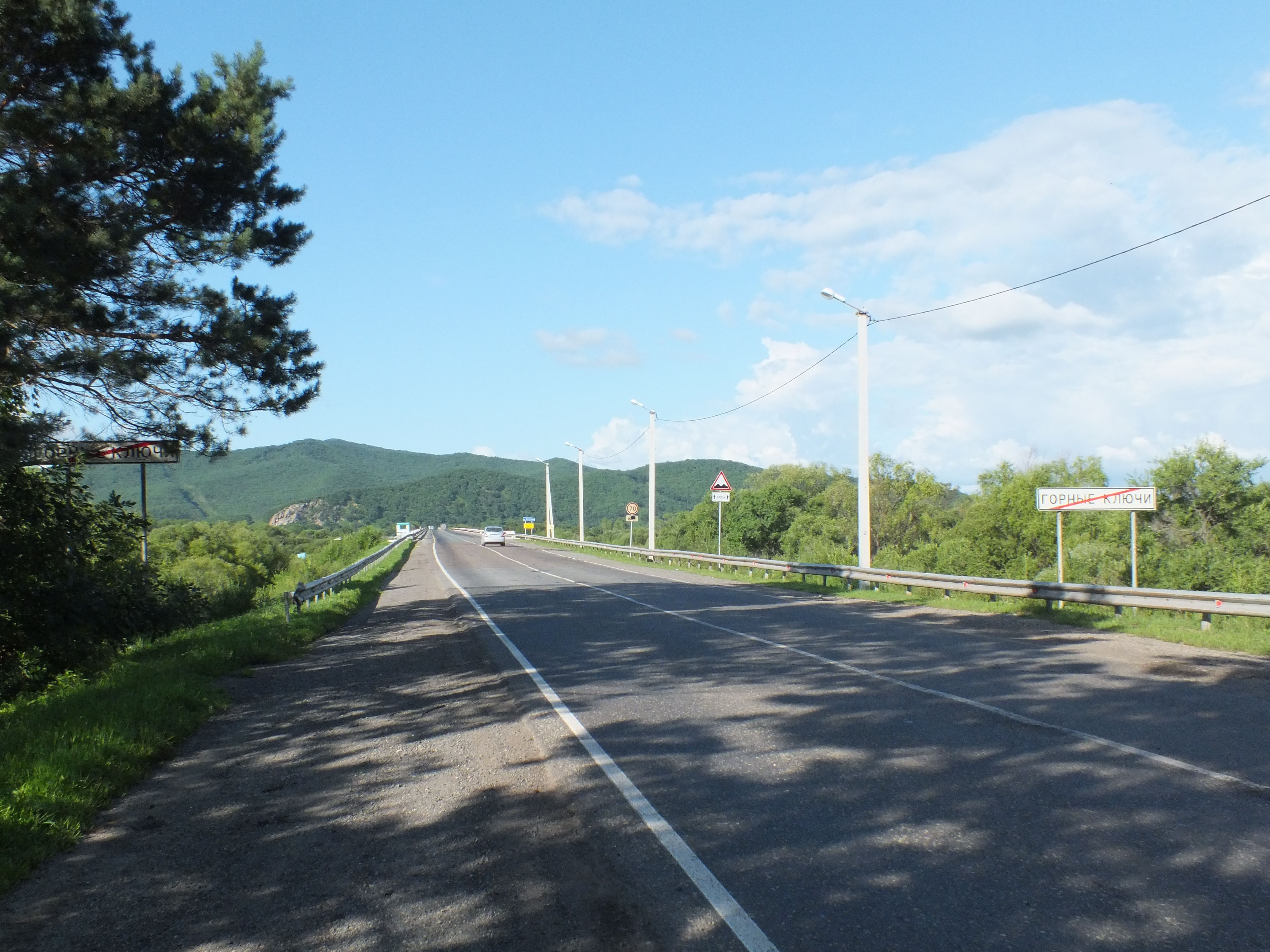
Мост через Уссури в посёлке Горные Ключи

Отходит от основного русла Уссури слева, протекает вблизи восточной окраины села Уссурка и впадает в реку Уссури на северной окраине посёлка Горные Ключи, в нескольких сотнях метров выше автомобильного моста на трассе «Уссури».
В окрестностях села Уссурка в протоку Драгучина слева впадает малая река Бобяковая.